# Professor Layton und die verlorene Zukunft
Professor Layton und die verlorene Zukunft (jap. レイトン教授と最後の時間旅行, Reiton-kyōju to Saigo no Jikan Ryokō, dt. „Professor Layton und die letzte Zeitreise“) ist ein im November 2008 (in Japan) erschienenes Rätselspiel des japanischen Entwicklers Level-5 für die portable Nintendo-DS-Konsole. Die lokalisierte Version für die USA erschien am 12. September 2010, für Europa am 22. Oktober 2010. Es ist der dritte Titel, der in der Professor-Layton-Reihe erschienen ist. Im Juli 2020 erschien er weltweit für Mobilgeräte in HD.
Das nächste Spiel der Reihe, Professor Layton und der Ruf des Phantoms, erschien 2009.

## Handlung
Das dritte Abenteuer beginnt mit einem Brief an Luke (dem Lehrling des Professors) und Professor Hershel Layton – abgeschickt zehn Jahre in der Zukunft von Luke selbst. In diesem Brief warnt Luke seinen Mentor vor einem schrecklichen Unglück, welches London droht und sich nur mit seiner Hilfe abwenden lasse.
Hängt der Brief womöglich mit einem anderen Ereignis zusammen? Denn wenige Tage zuvor ist der Premierminister Bill Hawks verschwunden, nachdem er am fehlgeschlagenen Test einer Zeitmaschine teilgenommen hat. Um das zu klären, begeben sich die Spieler gemeinsam mit dem Professor, Luke und Flora (ein Mädchen aus dem ersten Teil: Professor Layton und das geheimnisvolle Dorf) auf eine Reise voller Rätsel.

## Rätsel
Insgesamt gibt es im dritten Teil der Serie über 165 Rätsel zu lösen. Einige dieser Rätsel sind Teil der Handlung und müssen gelöst werden, um im Spiel voranzukommen, andere können auch nach Beendigung des Spiels gelöst werden. Diese Rätsel werden in das Haus einer älteren Dame, Oma Enygma, sowie ihrer Enkelin Lola Enygma übertragen. Anfangs übernimmt diese Aufgabe eine Biene namens Bienke, die Lola im Verlauf des Spiels aber mit einer Fliegenklatsche erlegt. 
Schafft der Spieler es nicht, ein Rätsel zu lösen, kann er sich für je eine Hinweismünze bis zu drei Hinweise geben lassen sowie neuerdings einen „Super-Hinweis“ für zwei Hinweismünzen.
Neben dem eigentlichen Handlungsstrang gibt es einige Minispiele: Nach einigen gelösten Rätseln bekommt der Spieler Aufkleber, die in ein Fotoalbum geklebt werden können, um dort drei kleine Geschichten zu vervollständigen. Weiterhin gilt es, mit dem Laytonmobil (dem Fahrzeug des Professors) bestimmte Elemente einzusammeln. Schließlich hat ein Papagei, den Luke während des Abenteuers kennenlernt und dem der Spieler einen selbstgewählten Namen geben kann, die Aufgabe, verschiedene Lieferungen auszutragen. Hierzu werden auf dem Spielfeld Gummiseile in den richtigen Stellen und Winkelgraden gespannt, auf denen der Papagei dann springt. Die Strecken und Aufgaben für die beiden letzteren Extras werden ebenfalls nach dem erfolgreichen Lösen bestimmter Rätsel ausgegeben.
Nach Abschluss dieser Extras werden im Bonusbereich neue Rätsel freigeschaltet (Näheres siehe „Bonus“).

## Bonus
Mit Fortschreiten im Spiel kann man Bonusmaterial freischalten, welches im Startmenü ausgewählt werden kann. Das Bonusmaterial setzt sich aus Filmclips, Musik und Bildern zum Spiel und weiteren, kniffligen Rätseln zusammen. Außerdem kann man Rätsel freischalten, indem man im Koffer des Professors Minispielrätsel löst. Weiterhin kann man jede Woche ein neues Rätsel via Wi-Fi von Nintendo herunterladen.
Außerdem gibt es im Spiel die Rubrik „geheime Tür“, welche man mit dem Code des zweiten Spiels öffnen kann.